# Staré
Staré este o comună slovacă, aflată în districtul Michalovce din regiunea Košice. Localitatea se află la altitudinea de 147 m deasupra n.m., se întinde pe o suprafață de 18,02 km2 și în 2017 număra 782 de locuitori.

## Istoric
Localitatea Staré este atestată documentar din 1273.

## Demografie
| An:                | 1994 | 2004   | 2014   | 2024   |
| ------------------ | ---- | ------ | ------ | ------ |
| Număr de persoane: | 824  | 805    | 788    | 764    |
| Diferență:         |      | −2,30% | −2,11% | −3,04% |

| An:                | 2023 | 2024   |
| ------------------ | ---- | ------ |
| Număr de persoane: | 762  | 764    |
| Diferență:         |      | +0,26% |